# کول‌تپه جنوبی احمدآباد
کول تپه جنوبی احمدآباد مربوط به عصر مفرغ است و در شهرستان سرآب، بخش مرکزی، دهستان ابرغان، روستای احمدآباد علیا واقع شده و این اثر در تاریخ ۱۵ دی ۱۳۸۷ با شمارهٔ ثبت ۲۳۹۳۸ به‌عنوان یکی از آثار ملی ایران به ثبت رسیده است.